# Leiarius longibarbis
Espèce
Leiarius longibarbis est une espèce de poissons-chats de la famille des Pimelodidae, que l'on trouve dans le bassin de l'Amazone et de l'Orénoque. Il peut atteindre la taille de 80 cm.